# Secessione Hutsul

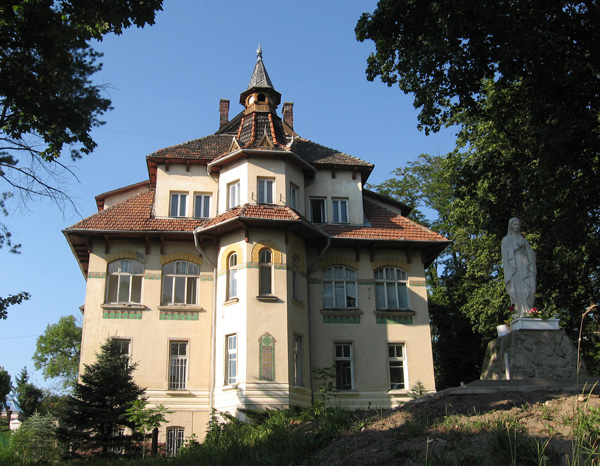
Ex Clinica Soletsky, esempio di architettura che rispetta i dettami della Secessione Hutsul, opera di Alexander Lushpinsky

La Secessione Hutsul (in ucraino Гуцульська сецесія?; in russo Гуцульская сецессия?), anche nota come Secessione di Leopoli, indica, nella storia dell'arte, lo stile che riguardò la secessione architettonica che si realizzò in particolare a Leopoli tra la fine del XIX e l'inizio del XX secolo.

## Storia

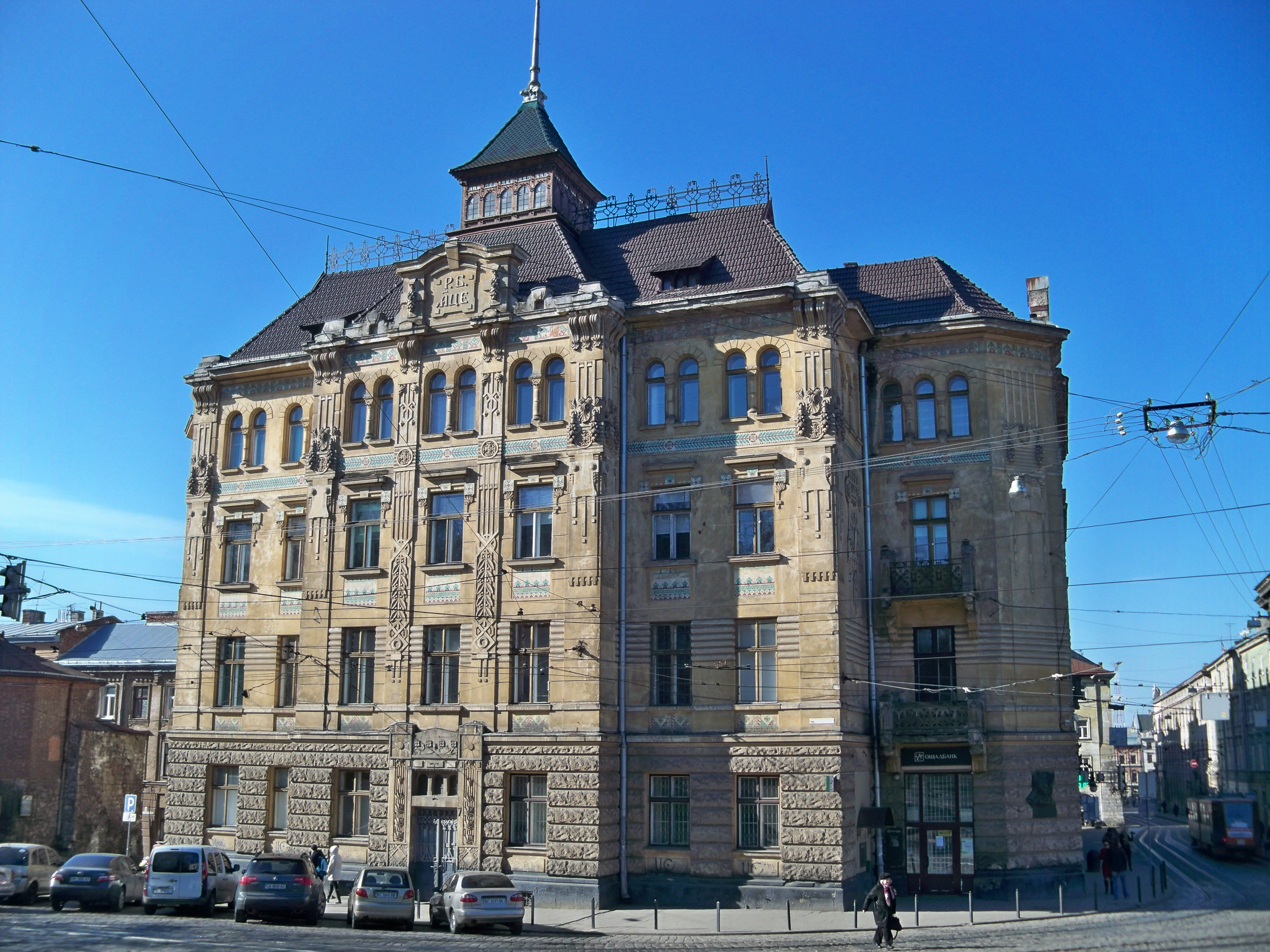
Palazzo della compagnia di assicurazioni Dnister

In quel momento storico, a cavallo tra XIX e XX secolo, l'Ucraina occidentale rientrava nell'Impero austro-ungarico e secessione si originò come reazione, da parte di vari artisti e in particolare di architetti, alla situazione precedente e volle essere un rinnovamento secondo le spinte avanguardiste. Si ispirò anche al movimento secessionista già attivo nell'Austria-Ungheria, come ad esempio la più nota secessione viennese. Leopoli era un importante centro culturale polacca, ebraico e ucraino con i polacchi che formavano circa la metà della popolazione della città, gli ebrei circa un quarto e gli ucraini circa un quinto.
La secessione rappresentò il tentativo di creare uno stile architettonico nazionale ucraino basato sull'architettura popolare locale.
Tra le personalità maggiormente coinvolte sul piano architettonico vi furono Ivan Levynskyi, Tadeusz Obmiński, Julian Zachariewicz, Edgar Kováts e Kazimierz Mokłowski. In parte fu l'espressione di un allontanamento dalla civiltà urbana costituita  e il recupero dei temi naturalistici legati alla flora o dei richiami al folclore delle popolazioni Bojk e Hutsuli.

## Descrizione

### Architettura
Molti degli edifici legati a questo movimento culturale ebbero notevoli affinità con i palazzi in stile Art déco.

### Pittura
La secessione non riguardò solo l'architettura ma molti aspetti artistici diversi, come la pittura. Olena Kul'čyc'ka fu una tra le più note esponenti di questa corrente.

## Esempi architettonici
- Palazzo della compagnia di assicurazioni Dnister.[3][4]
- Residenza dei diaconi della cattedrale di San Yura.[2]
- Alloggi della Casa Accademica.[2]
- Ginnasio della Società pedagogica ucraina.[2]